# نقطة تساوي الكهربائية

نُقطة تَساوي الكَهرُبائية أو نُقطه تساوي الكَهربيه (بالإنجليزية: Isoelectric point)‏ وَيُرمز له اختصاراً (PI أو IEP) وهيَ درجة الحموضة في أي جزيء معين أو سطح معين أو جزيئة (مثل بروتينات) يحمل صافي الشحنة الكهربائية تساوي صفراً.

## التعريف
يُعرف مصطلح نقطة تساوي الكَهربائية بشكل مُفصل بأنَهُ الرَقم الهيدروجيني الذي يكون عِندَه الجُزيء يَحتوي مجموعتين أو أكثر قابلة للتَأين وَلكن لا يوجد شُحنة كَهربائية (أي أنه مُحايد كهربائِياً) لأَن مُتوسط عدد الشحنات الموجبة يساوي متوسط عدد الشحنات السالبة.